# 動物形象

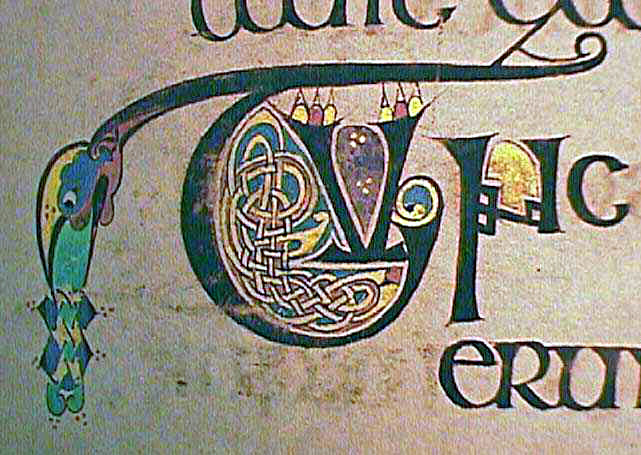
『ケルズの書』から動物形象の装飾

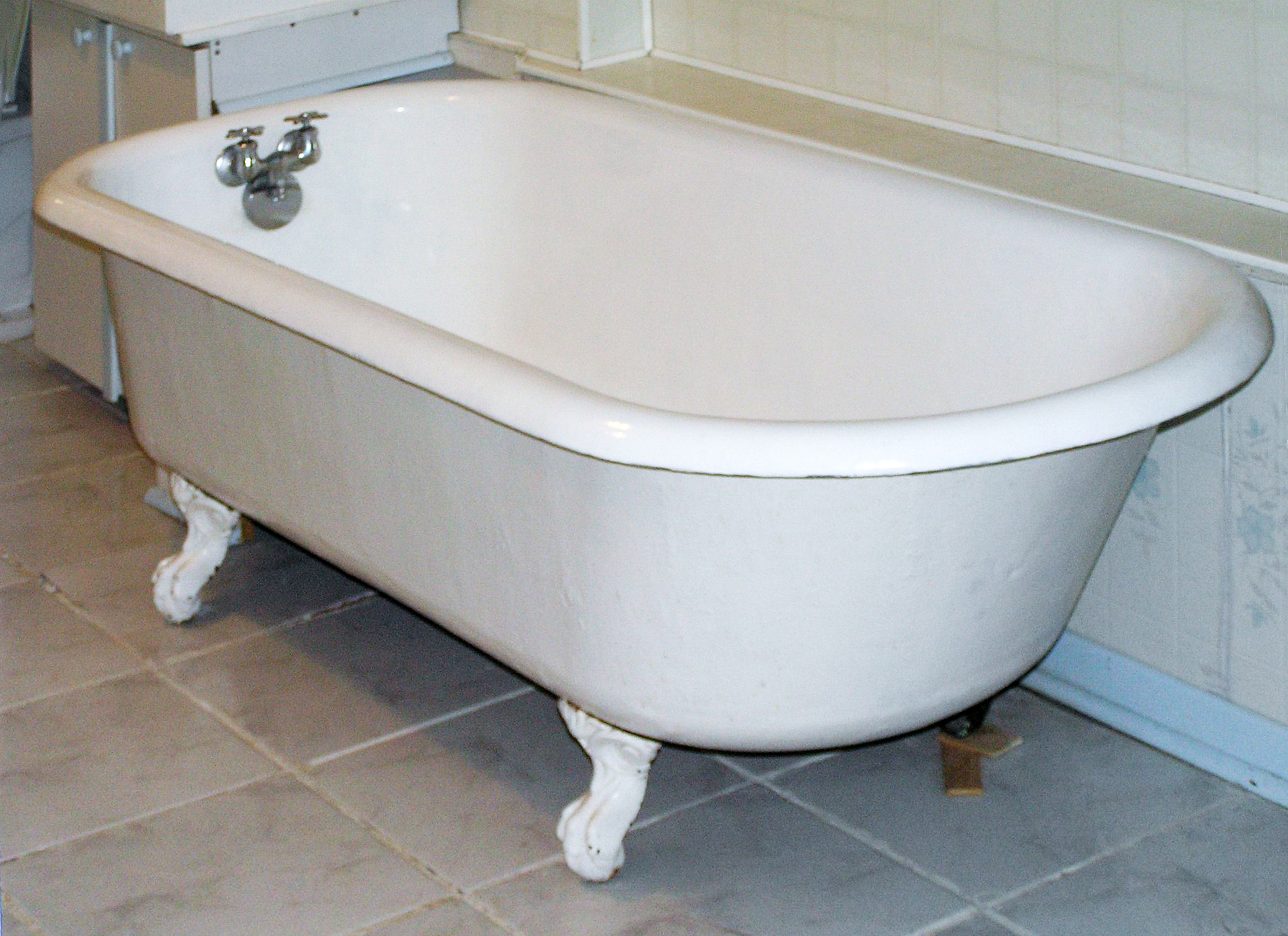
クロウフットのバスタブ

動物形象（どうぶつけいしょう、または獣形神観、Zoomorphism）とは、以下のことを言う。
- 人間を動物として思い描く芸術[1]。
- 動物のイメージまたは動物様式（英語版）を使ってパターンを作った芸術。
- エジプト神話に存在するような動物崇拝（英語版）[2]。
- 動物の形への変身能力[3]。
- 動物のふるまいを述べる言い方で言葉で人間のふるまいを見る傾向。擬人観の逆。

「Zoomorphism」という語は、ギリシャ語の ζωον, zōon（動物）+ μορφη, morphē（形、様式）に由来する。

## 動物形象の例
- フェンリル - 北欧神話のオオカミの姿をした怪物。
- アイラーヴァタ - ヒンドゥー教の象の聖獣。
- ライオンの足の形をしたクロウフットのバスタブ。
- キリスト教の精霊を鳩として表現すること。
- キリスト教のルカのライオン。
- 「海の吼え声」といった文学的フレーズ。
- 『ハリー・ポッターシリーズ』の中の、動物に変身する魔法使いたちの能力。